# Lossarnach
Lossarnach es un lugar ficticio que pertenece al legendarium creado por el escritor británico J. R. R. Tolkien y que aparece en su novela El Señor de los Anillos. Es una región y feudo de Gondor, situada al sur de las Ered Nimrais, las Montañas Blancas. En Lossarnach nacía el río Erui. Era conocida como el “Valle de las flores” y también como Arnach, un nombre de origen pre-númenóreano.

## Historia
En la Tercera Edad del Sol, cuando el poder de Sauron volvió a crecer, Lossarnach acogió a muchos refugiados de Ithilien y de Osgiliath. Durante la Guerra del Anillo, la mayoría de las mujeres y de los niños de Minas Tirith fueron enviados a Lossarnach, ya que ambas ciudades se encontraban muy próximas.
Forlong el Gordo, era el Señor de Lossarnach por aquella época. Llegó a la Batalla de los Campos del Pelennor con 200 hombres bien armados con grandes hachas que usaban a dos manos. Pero era solo un décimo de las tropas de Lossarnach, que Forlong habría dejado allí para defender su propia ciudad en caso de ataque. Aunque Forlong cayó en combate en los Campos del Pelennor, decapitado a manos de las hachas de los Hombres del Este, muchos de sus hombres sobrevivieron y acompañaron a Aragorn a la Puerta Negra, aun cuando la mayor parte de ellos eran granjeros.

## Población
La mayoría de los hombres de Lossarnach eran mestizos, pues por su sangre corría la de los hombres de las montañas, que vivían en la Tierra Media en los Años Oscuros, antes de que se fundaran los reinos Númenóreanos en el exilio. Estos habitantes eran de piel morena y pelo negro y más bajos que el resto de los gondorianos.
Lossarnach fue el lugar de nacimiento de Morwen, esposa del rey Thengel de Rohan. Durante un tiempo, ambos vivieron en Lossarnach y allí nacieron sus dos primeras hijas y Théoden, pero cuando Fengel murió se trasladaron a Rohan para que Thengel ocupara el trono.
De allí también eran Baranor, padre de Beregond, y la anciana mujer Ioreth, que trabajaba en las Casas de Curación de Minas Tirith.